# Daphne Huisden
Daphne Huisden (Rotterdam, 9 juni 1988) is een Nederlands schrijfster.

## Leven en werk
Huisden doorliep het Rotterdams Lyceum en studeerde daarna filosofie. Ze brak haar studie echter af om schrijfster te worden.
Huisden debuteerde in 2010 met Alles is altijd fictie, een moderne, indringende, quasi-filosofische 'coming-of-age'-roman over schijn en de harde werkelijkheid. Het is het verhaal van een jonge twintiger die net 'op zichzelf' woont, overdag een saai kantoorbaantje heeft maar 's avonds een soort dubbelleven leidt. Zo is ze bevriend met een excentrieke oude buurman, Gizmo, die haar allerlei levenswijsheden bijbrengt en een somber mensbeeld koestert ("de mens is in het diepst van zijn wezen een intolerante hufter" ). Ondertussen hebben allerlei chaotische en grimmige ontmoetingen en gebeurtenissen plaats. Voortdurend dient zich daarbij de vraag aan of je wel dicht genoeg bij jezelf blijft bij alles wat je doet, en "of de lucht voor jou niet blauwer is dan voor mij". Geleidelijk komt de hoofdpersoon steeds meer in de knoop met haar identiteit, ontspoort ze en raken werkelijkheid en fantasie bijna volledig met elkaar verweven.
Om haar boek bij een uitgever onder de aandacht te krijgen, zette Huisden een bijzondere campagne op die veel aandacht trok: nadat haar manuscript door enkele uitgeverijen was afgewezen trok ze de straat op, op zoek naar mensen die zeiden haar boek te willen lezen. Die tekenden een petitie en toen Huisden er naar haar mening voldoende had bleek uitgeverij Prometheus bereid haar roman uit te geven.
Huisden woont en werkt in Rotterdam. Eind 2010 nam ze voor 16 weken de column van Aaf Brandt Corstius in De Volkskrant over.